# OpenProj
OpenProj ist eine freie Projektmanagementsoftware. Es beabsichtigt, ein vollständiger Ersatz für Microsoft Project zu sein. OpenProj läuft auf der Java-Plattform, dadurch kann es auf einer Vielzahl von verschiedenen Betriebssystemen ausgeführt werden.
Auf SourceForge wurde bekannt gegeben, dass ProjectLibre OpenProj abgelöst hat und seinen Ersatz darstellt.

## Geschichte und aktueller Status
OpenProj wurde im Jahr 2007 von Marc O’Brien, Howard Katz und Laurent Chretienneau bei der Firma Projity entwickelt. Mit der Veröffentlichung der Version 1.0 am 10. Januar 2008 bewegte sich das Projekt aus der Betaphase. Ende 2008 wurde Projity von der Firma Serena Software gekauft.
Ab Anfang 2009 stagnierte schließlich Unterstützung und Kommunikation zwischen Community und Firma über die Entwicklung von OpenProj. Es kam sogar durch ein paar CVS-Commits zu funktionalen Verschlechterungen. Es gab keine Verbesserung in den letzten vier Jahren und es ist nicht mehr kompatibel mit Microsoft Project. Ob die Software unter diesen wirtschaftlichen Bedingungen Open Source bleibt, ist abzuwarten. Im Jahr 2012 haben die Gründer von OpenProj angekündigt, dass sie das Projekt abspalten und die Freigabe einer neuen Version von OpenProj im August 2012 stattfinden wird. Der Name des Forks ist ProjectLibre (siehe unten im Abschnitt „Fork“).

## Funktionen
Die aktuelle Version von OpenProj beinhaltet:
- Leistungswertanalyse
- Gantt-Diagramme
- PERT Diagramme
- Ressourcenstrukturpläne
- Aufgaben-Nutzungsberichte
- Projektstrukturpläne[2]

## Popularität
Das Programm wurde über 4 Millionen Mal aus über 140 Ländern heruntergeladen. Drei Monate nach der Freigabe der Betaversion wurden auf SourceForge durchschnittlich 60.000 Exemplare pro Monat heruntergeladen. Mit einer SourceForge-Aktivität von im Durchschnitt 99,964 % war OpenProj Nummer 15 und wurde kurz vor dem populären Instant-Messenger Pidgin aufgeführt. Im Mai 2008 hat die Gesamtzahl der Downloads auf SourceForge 200.000 erreicht.

## Vergleich zu Microsoft Project
Im Vergleich zu Microsoft Project hat OpenProj eine ähnliche grafische Benutzeroberfläche (GUI) und einen ähnlichen Ansatz mit dem Bau eines Projektplans. Es gibt kleine Unterschiede, die eine gewisse Umgewöhnung für an Microsoft Project gewöhnte Benutzer darstellen. OpenProj kann beispielsweise nicht aufwärts verknüpfen, auch das Einfügen von Aufgaben ist schwieriger als in Microsoft Project. OpenProj kann keine Ressourcen automatisch erstellen; man muss diese erst im Ressourcen-Blatt kreieren. Alles in allem sollten aber Benutzer jeder der beiden Softwarelösungen auch mit der jeweils anderen Lösung zurechtkommen.

## Lizenzierung
Einige Funktionen von OpenProj werden auf Benutzer beschränkt, welche eine kommerzielle Lizenz besitzen. Für Anwender, die OpenProj kostenlos nutzen wollen, steht eine im Funktionsumfang leicht eingeschränkte Version zur Verfügung. Eine Einschränkung in der kostenlosen Version von OpenProj (Version 1.4) ist beispielsweise, dass es nicht erlaubt ist, aus den Daten PDF-Dateien zu exportieren; die Nützlichkeit einer solchen Funktion ist fraglich. Es besteht aber die Möglichkeit, den reduzierten Funktionsumfang über externe Software zu umgehen.

## Fork ProjectLibre
Vor kurzem begannen die ursprünglichen Gründer von OpenProj damit, einen ergänzenden Server für OpenProj zu entwickeln, vergleichbar mit dem Microsoft Project Server für Microsoft Project.
Während der Entwicklung erkannten sie, dass die Tatsache, dass OpenProj während der letzten vier Jahre nicht mehr von Serena Software aktualisiert wurde, problematisch für ihr Ziel ist. Somit mussten sie zuerst eine deutlich aktualisierte Version von OpenProj entwickeln. Diese Version wurde im August 2012 als Abspaltung (Fork) mit dem Namen ProjectLibre freigegeben. Daneben existiert eine SaaS-Version Namens ProjectLibre Cloud.
ProjectLibre verbessert viele Fehler von OpenProj und führt neue Funktionen ein, wie:
- Import und Export mit Microsoft Project 2010
- Drucken
- PDF-Export (ohne Restriktionen)
- Neue Ribbon-Benutzeroberfläche
- Vollständige Kompatibilität mit Microsoft Project 2010